# Bilozerske
Bilozerske (en ucraïnès Білозерське, en rus Белозёрское) és una ciutat de l'óblast de Donetsk, Ucraïna. El 2025 tenia 11.000 habitants.